# آکارنا دانوراسانا

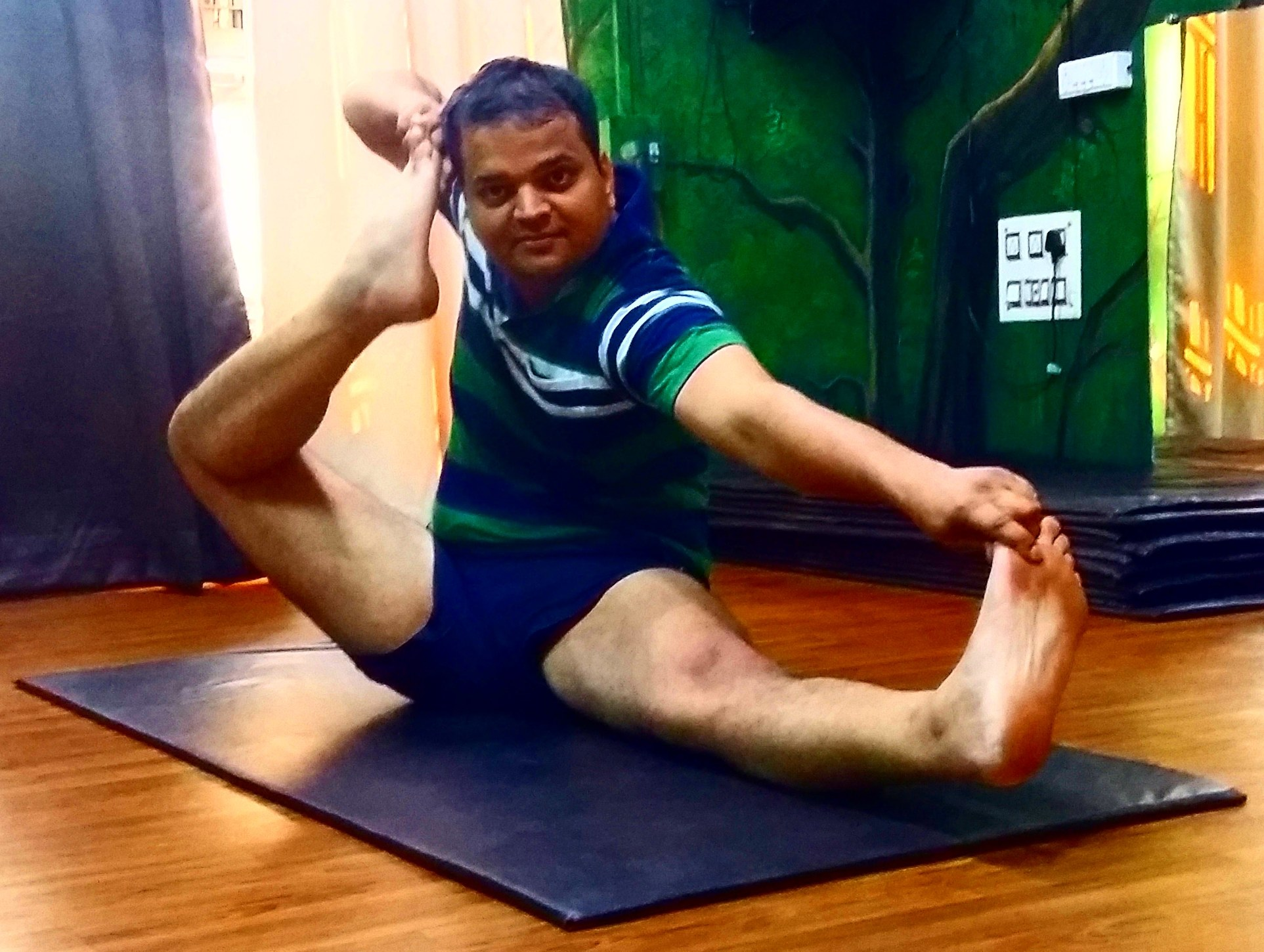
آکارنا دانوراسانا

آکارنا دانوراسانا (سانسکریت: आकर्ण धनुरासन ; IAST: Ākarṇa Dhanurāsana)، که به آن حالت کماندار نیز می‌گویند، وضعیت کمان و تیر، یا تیراندازی یک آسانا در هاتا یوگا است. این وضعیت شبیه یک کماندار  که در حال رها کردن یک تیر است.

## ریشه‌شناسی و ریشه‌ها
نام آن از سانسکریت कर्ण Karṇa است، «گوش» با پیشوند Ā، «به سمت» یا «نزدیک». धनुर Dhanura به معنی «کمان» و आसन asana به معنای «حالت» یا «نشستن» است.
این وضعیت تحت عنوان Dhanurāsana (دهانور آسانا) در قرن 19 Sritattvanidhi مطرح بوده‌است.

## شرح
Akarna Dhanurasana انگشتان شست پا را با دست‌ها گرفته. تا گوش بالا کشیده مانند گرفتن یک کمان.